# Zebeden
Zebeden (litevsky Zebedenas, původně Zebeden, Zebedem) byl baltský velmož, nejspíše jotvingského, původu, bratr knížete Netimera. V roce 1009 nechal misionáře Bruna (který nechal pokřtít jeho bratra Netimera a jeho poddané), stít (u říčky Alstra v litevsko – ruském – nebo možná litevsko – Pruském? pohraničí) a povraždil skoro celý jeho průvod. Díky této události je jméno Litvy poprvé zmíněno v Quedlinburských análech.